# Casi un extraño
Casi un extraño es una telenovela colombiana realizada por FGA Televisión para el Canal Nacional en 1968, la cual fue protagonizada por Rebeca López y Álvaro Ruiz. Fue escrita por Bernardo Romero Pereiro y estuvo dirigida por Luis Eduardo Gutiérrez. Con un total de 70 capítulos, fue la primera obra original hecha para televisión en Colombia y también la primera en ser emitida de lunes a viernes cuando, inicialmente, sólo se hacían los días martes y jueves.
El tema central de la telenovela fue compuesto e interpretado por el grupo Los Speakers.

## Reparto
- Rebeca López
- Álvaro Ruiz
- Elisa de Montojo
- Carmen de Lugo
- Ramiro Corzo
- Enrique Tobon
- Ugo Armando
- Bernardo Romero Lozano
- Eliécer Quintero Idarraga
- Fernando Corredor
- Eduardo Olaya
- Stephan Proaño
- Maruja Toro
- Alcira Rodríguez
- Marina García
- Felipe González
- Humberto Arango